# Duridrilus pastoralis
Duridrilus pastoralis är en ringmaskart som beskrevs av Erséus 1990. Duridrilus pastoralis ingår i släktet Duridrilus och familjen glattmaskar. Inga underarter finns listade i Catalogue of Life.